# Albert Flamen
Pour les articles homonymes, voir Flamen.
Albert Flamen (1620-1674)  est un graveur d'origine flamande.

## Biographie
Albert Flamen exerce son art à Paris surtout à partir des années 1640. Il publie en 1648 les Devises et emblesmes d'amour moralisez, ouvrage emblématique qui sera réédité à plusieurs reprises (1650, 1653, 1666, 1672) et dont il avoue ne pas être l'auteur des deux textes qui accompagnent chacune des gravures élégantes qu'il a façonnées.
Graveur de planches emblématiques pour La Vie symbolique du bienheureux François de Sales, Evesque et Prince de Geneve d'Adrien Gambart (Paris, 1664) et l'Orpheus Eucharisticus, sive Deus absconditus humanitatis illecebris illustriores d'Augustin Chesneau (Paris, 1657), il est surtout connu pour les nombreux volumes de planches illustrant les poissons de mer et d'eau douce et les oiseaux de France. Il grava également plusieurs séries de planches dévotes aussi bien que des plans de Paris et des gravures d'occasion,.

## Œuvres

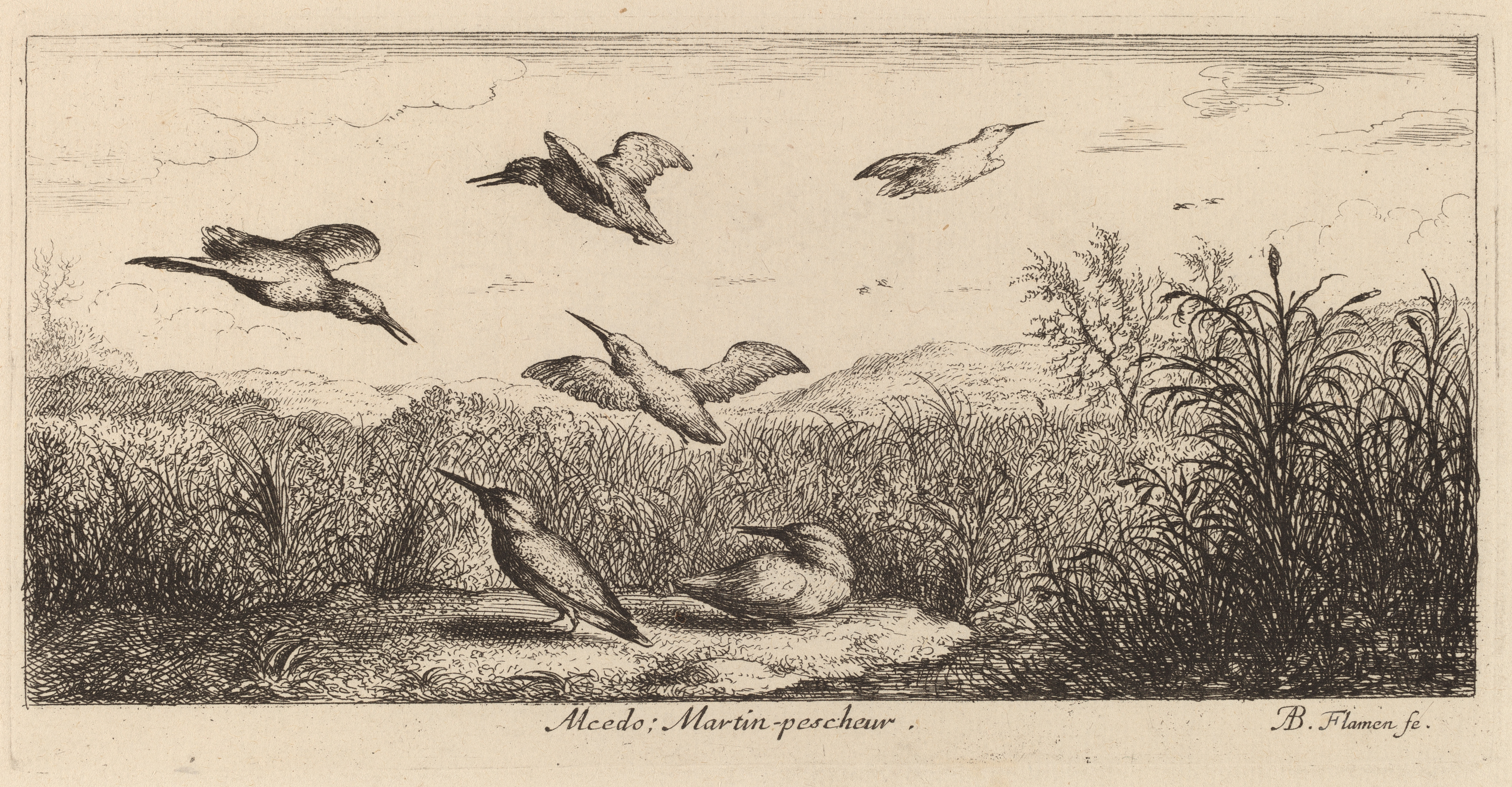
Le martin-pêcheur, pour Livre d'oyseaux dédié à Messire Gilles Foucquet... (eau-forte, National Gallery of Art).

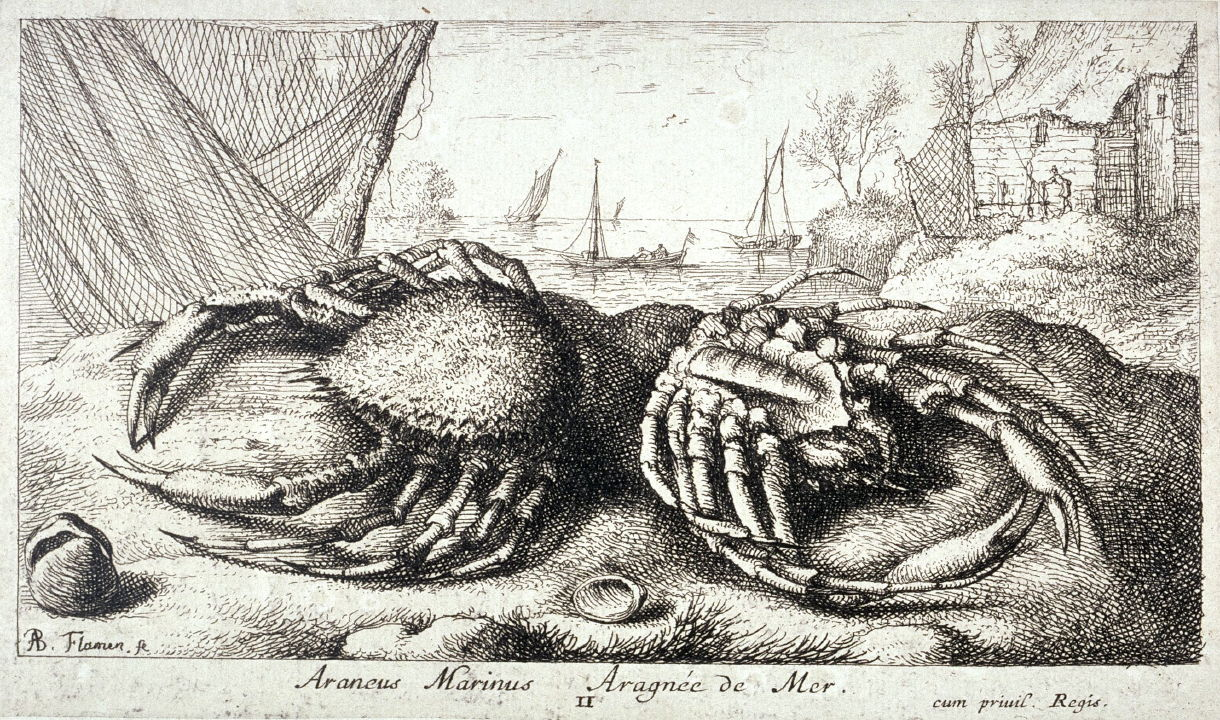
Araneus Marinus, Arragnée de Mer (eau-forte, Musées des Beaux-Arts de San Francisco).

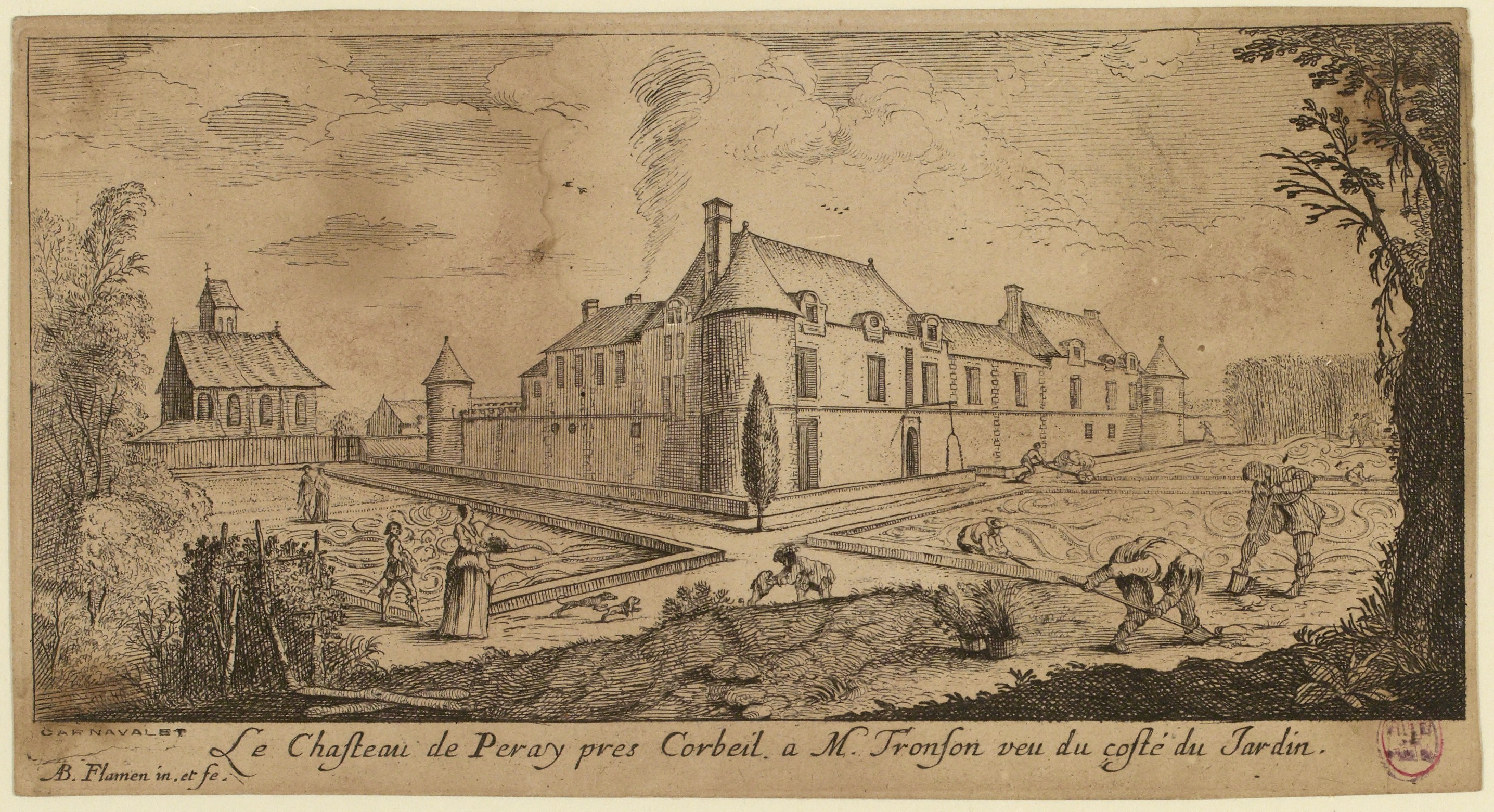
Le chasteau de Peray pres Corbeil..., pour Paysages dessinés d'après le naturel aux environs de Paris (eau-forte, musée Carnavalet).

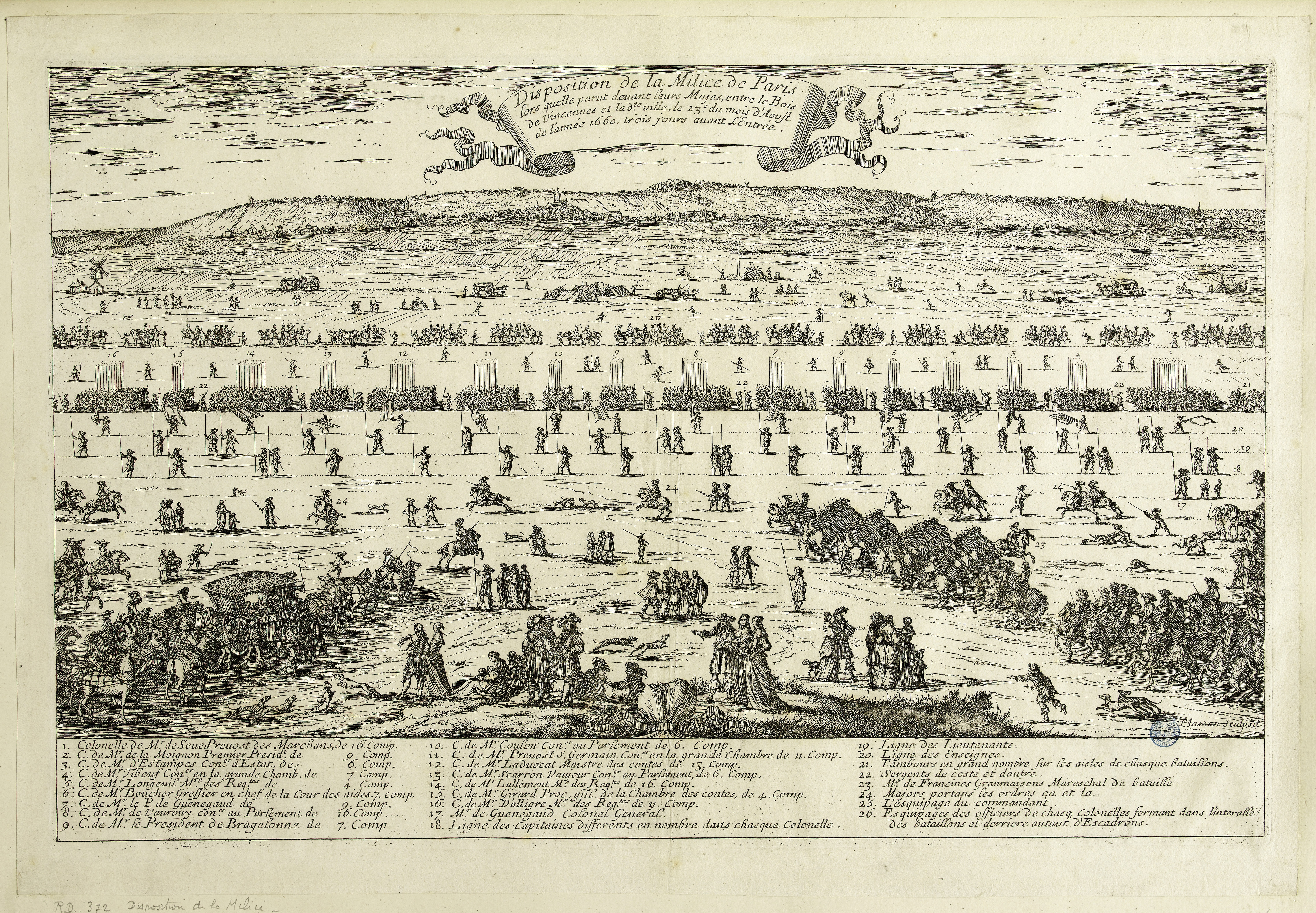
Disposition de la milice de Paris lorsqu'elle parut devant leurs majestés, entre le bois de Vincennes et ladite ville (eau-forte, Petit Palais).

### Portfolios
- Devises et emblesmes d'amour moralisez. Gravez par Albert Flamen, Peintre demeurant au Faux-bourg S. Germain, ruë des Fossoyeurs. Paris: chez la veuve Jean Rémy, 1648.
- Les dix commandements de Dieu. Les cinq commandements de l'Église. 1648, s.p.
- Devises et emblesmes d'amour moralisez. Gravez par Albert Flamen, Peintre demeurant au Faux-bourg S. Germain, ruë des Fossoyeurs. 1648. Paris: chez Samuel Margat, 1650.
- [Plan de Paris: rive gauche]. [Paris], 1651.
- Devises et emblesmes d'amour moralisez. Gravez par Albert Flamen. 1648. Paris: chez Olivier de Varennes, 1653.
- Devises et emblesmes d'amour morasisez [sic]. Gravez par Albert Flamen. 1648. Paris: chez Olivier de Varennes, 1653.
- Le jansénisme foudroyé. 1653.
- Devises et emblesmes d'amour moralisez. 1653. Paris: chez Olivier de Varennes. Et les Figures se vendent, chez Louis Boissevin, 1658.
- Diversæ Avium Specie, studisissime ad vitam delineatæ Per AB Flamen. Paris: Van Merlen, 1659.
- Icones Diversorum Piscium tum maris tum amnium. Ab Alberto Flamen ad vivum delineati, et in æs ab eodem artifitiose Incisi. Cum privilegio Regis 1664. Et in Lucem editi venduntur apud van Merlen, Parisiis in via Iacobea, sub signo urbis Antwerpiæ. 1664. van Merlen, Paris.
- Devises et emblesmes d'amour moralisez. 1653. Paris: chez Gervais Clouzier, 1666.
- Devises et emblesmes d'amour, moralisez. Gravés par Albert Flamen, Peintre. Paris: chez Estienne Loyson, 1672.
- Devises et emblesmes d'amour moralisez, gravés a Paris par Albert Flamen Peintre. Paris: chez Estienne Loyson, 1672. Les recueils d'emblèmes et les traités de physionomie de la Bibliothèque Interuniversitaire de Lille, 7. Paris: Aux Amateurs de Livres, 1989.
- Diverses espèces de poissons d'eau douce, dédiées à Monsieur, Monsieur Fouquet, Fils de Monseigneur le Procureur General, Surintendant des Finances et Ministre d'Estat, Par son tres-humble serviteur AB. Flamen., n.d.
- Diverses espèces de poissons de mer, Dessignés et gravés après le naturel Par Albert Flamen Peintre, Et par luy desdies A Messire Guillaume Tronson, Conseiller du Roy en ses Conseils. n.d.
- Diverses espèces de poissons tant de Mer que d'Eeau [sic] douce, dédiées à Monsieur le marquis d'Illiers, de Chantemelle, Baron de Beaumont, Aigresoude, Griesche, et autres lieux, &c. Par son tres-humble serviteur AB. Flamen. Paris: Iaques Lagniet, n.d.
- Livre d'oyseaux dédié à Messire Gilles Foucquet Conseiller du Roy au Parlement de Paris, Gravés et dessignés au naturel: Par Albert Flamen. Avec privilege du Roy. Drevet [?], n.d.
- Veuës et Païsages du Chasteau de Longuetoise et des environs, Dédiés a Mr de Seve, Abbé de l'Isle. n.d.
- Livre de Paÿsages à dessiner de J. Callot. [Paris], n.d.
- Paisages dessignes après le naturel aux environs de Paris et gravés Par Albert Flamen Peintre. Dediez A Messire Guillaume Tronson Con.er du roy en ses con.ls Secrétaire ordinaire du Cabinet de sa Majesté. Paris: chez Pierre Mariette, ru St Jacques a l'esperance; chez l'Auteur au faubourg Sainct Germain derriere Sainct Sulpice ruë des fossoyeurs, n.d.
- Vie et Martyre de S. André. n.d.
- Livre d'oyseaux dédié à Messire Gilles Foucquet Conseiller du Roy au Parlement de Paris, Gravés et dessignés au nature: Par Albert Flamen. Drevet [?], n.d.

### Ouvrages dont Flamen fournit les gravures
- Augustin Chesneau, Orpheus Eucharisticus, sive Deus absconditus humanitatis illecebris illustriores Mundi partes ad se pertrahens, ultroneas arcanæ maiestatis adoratrices. Paris: Florentin Lambert, 1657.
- Adrien Gambart, La Vie symbolique du bienheureux François de Sales, Evesque et Prince de Geneve. Comprise sous le voile de 52. Emblemes, qui marquent le caractere de ses principales vertus, avec autant de Meditations, ou Reflexions pieuses, pour exciter les ames Chrestiennes & Religieuses à l'amour & à la pratique des mesmes vertus. Paris: Aux frais de l'Auteur, 1664.
- Adrien Gambart, Vida simbolica del Glorioso S. Francisco de Sales, Obispo de Geneva, dividida en dos partes, y escrita en cinquenta y dos Emblemas. Trans. Francisco Cubillas Don-Yague. Madrid: Antonio Roman, 1688.
- Augustin Lubin, Orbis Augustinianus sive conventuum ordinis eremitarum Sancti Augustini chorographica et topographica descriptio. Paris: apud Petrum Baudouyn, 1659.
- Augustin Lubin, « Topographia Augustiniana sive Prospectus conventuum ordinis eremitarum Sancti Augustini ». Orbis Augustinianus sive conventuum ordinis eremitarum Sancti Augustini chorographica et topographica descriptio. Paris: apud Petrum Baudouyn, 1659.